# Oset och Rynningeviken
Oset och Rynningeviken är ett kommunalt naturreservat i Örebro kommun i Örebro län.
Området är 740 hektar stort. Naturreservatet Oset bildades 1968. Rynningeviken 1995. Områdena har sedan dess utvidgats i omgångar och slagits ihop. Oset och Rynningeviken ligger på var sin sida om Svartåns utlopp i Hjälmaren. 
Området ingår i Eu-nätverket Natura 2000 och den globala naturvårdskonventionen Ramsar. 